# GNAT
GNAT es un conocido compilador del lenguaje de programación Ada, basado en la infraestructura de compilación de GCC. Ha sido escrito casi por completo en el mismo Ada, e implementa todos los anexos del estándar, habiendo sido certificado de ello.
GNAT fue desarrollado originalmente por la Universidad de Nueva York (NYU), y de hecho GNAT significaba Traductor GNU de Ada de la NYU (en sus siglas inglesas GNU NYU Ada Translator), aunque ya no se considera que GNAT sea una sigla. Actualmente se ocupa de su mantenimiento y desarrollo la empresa AdaCore, fundada por algunos de los creadores originales del compilador con el nombre Ada Core Technologies. AdaCore publica periódicamente versiones públicas bajo la licencia GPL.
GNAT incluye un frontend de GCC que traduce Ada al lenguaje intermedio el cual es compilado a código objeto por el backend de GCC. GNAT incluye otras herramientas para facilitar la compilación de Ada como un make que infiere las dependencias de compilación directamente del código fuente.
GNAT inicialmente se publicaba separadamente de la rama oficial de GCC. El 2 de octubre de 2001, el código fuente de GNAT fue añadido al repositorio CVS de GCC. La última versión publicada separadamente fue GNAT 3.15p, basada en GCC 2.8.1. AdaCore recomienda no usar las versiones de GNAT publicadas bajo GCC 3.3 y anteriores.